# 하동 정씨 정문
하동정씨 정문(河東鄭氏 旌門)은 대한민국 충청북도 영동군 심천면 금정리에 있는 건축물이다. 1997년 7월 4일 영동군의 향토유적 제49호로 지정되었다.

## 개요
열부(烈婦)인 정씨는 하동(河東) 사람이고 민보광(閔普光)의 아내이다. 정씨는 시부모를 효성으로 섬겼고, 온화함으로 남편을 섬기었다. 남편 사후 삼년 동안 죽을 마시고, 세수도 안하고, 머리도 안 빗고, 묘 옆에 움막을 짓고 바람이 불거나 비가 오거나 혼백(魂魄)을 붙들고 슬피 울었다 한다. 그의 열행이 뛰어나 성종 2년(1471)에 정려(旌閭) 되었고, 이 정문(旌門)은 영조 40년(1764)에 건립하였다. 정면 1칸 측면 1칸, 둥근기둥 맞배 목조 기와집이다. 

## 참고 자료
- 하동정씨 정문[깨진 링크(과거 내용 찾기)] - 영동군 문화관광